# 愛は静けさの中に
『愛は静けさの中に』（Children of a Lesser God）は、ランダ・ヘインズ監督による1986年のアメリカの恋愛映画。マーク・メドフによるトニー賞受賞の舞台作品『ちいさき神の、作りし子ら』を原作としており、メドフ自身とヘスパー・アンダーソンが脚色した。
主演は本作が映画デビューとなるマーリー・マトリンであり、当時21歳だった彼女は史上最年少でアカデミー主演女優賞を受賞した。また彼女は本作で演じた役柄と同様にろう者でもある。

## ストーリー
ジェームズ・リーズ（ウィリアム・ハート）は、メイン州の片田舎の聾唖者の学校に赴任して来た。11年生の7名の生徒を受け持つことになったリーズは、彼らと対面した後、食堂でサラ・ノーマン（マーリー・マトリン）という若く美しい女性を見かける。校長（フィリップ・ボスコ）の説明によると、サラは5歳の時からここで学び、昔は優秀な生徒だったが、今は学校掃除係をしているという。
彼女に興味を抱いたリーズは、自分の殻に閉じこもろうとするサラを根気強く説得していく。イタリアン・レストランで食事をした際、聞こえるはずのない音楽に合わせて踊るサラの姿を見たリーズは、かたくなに心を閉ざし続ける彼女をなんとか救いたいと、遠路はるばるサラの母（パイパー・ローリー）を訪ねる。そして、サラの姉の男友達とデートをするほどだった彼女が笑い者にされるなどして、心を閉ざしてしまったことを知る。その事実をサラにぶつけたリーズは、彼女から、かつて姉の作ったリストの順番に従って男友達に求められるまま体を与えたことをうち明けられた。
思いもかけぬ告白に心みだされつつも、サラを愛していることを知ったリーズは、人目をしのんで1人プールで裸で泳ぐサラのもとにいき、愛を告白、プールに飛び込んだ。そして2人は、水深き沈黙の世界で、かたく抱き合うのだった。父兄会の席で、日頃の教育の成果を披露し、生徒達と手をとって喜ぶリーズ。そんな姿に嫉妬し興奮したサラは手に5針も縫うけがをしてしまう。校長に強く叱責されたリーズは、サラと一緒に暮らすことを決意する。
サラと順調な同棲生活を続けていたある日、リーズは思わず彼女に自分の名前を呼んでくれるように語ってしまう。かなわずとも遠き願いである禁句の一言を発したリーズの目の前で、心なしかサラは悲しそうだった。ある日、パーティで、経済学者で数学の天才の女性聾唖者マリアン・レッサー（リンダ・ボブ）に出会ったサラは、自分が無能力であることを痛感し、自分を哀れんで一緒に暮らしていると興奮してリーズに言い放つと、泣きながら夜の街に飛び出していった。何日たっても母の許から戻ろうとしないサラを気にかけてリーズは、大学にいく資金を貯めるため美容院で働いていた彼女を窓越しに見ると、その場を立ち去った。
家に帰り、リーズが来たことを母から聞いたサラは、卒業パーティで生徒達と別れの挨拶を交わすリーズの前に現われた。愛し合いながら離れ離れになった2人は自分のいたらなさを認め合い、永遠に手をとり合って生きることを、強く、それぞれの心に誓うのだった。

## キャスト
- ウィリアム・ハート - ジェームズ
- マーリー・マトリン - サラ
- パイパー・ローリー - サラの母
- フィリップ・ボスコ - カーティス
- アリソン・ゴンフ
- ジョン・F・クリアリー
- ジョン・ベイシンガー
- ボブ・ヒルターマン（英語版）

## 受賞歴
| 賞                   | 部門                    | 候補者                                        | 結果       |
| -------------------- | ----------------------- | --------------------------------------------- | ---------- |
| アカデミー賞         | 作品賞                  | バート・シュガーマン、パトリック・J・パーマー | ノミネート |
| アカデミー賞         | 主演男優賞              | ウィリアム・ハート                            | ノミネート |
| アカデミー賞         | 主演女優賞              | マーリー・マトリン                            | 受賞       |
| アカデミー賞         | 助演女優賞              | パイパー・ローリー                            | ノミネート |
| アカデミー賞         | 脚色賞                  | ヘスパー・アンダーソン、マーク・メドフ        | ノミネート |
| ゴールデングローブ賞 | 作品賞 (ドラマ部門)     | 『愛は静けさの中に』                          | ノミネート |
| ゴールデングローブ賞 | 主演男優賞 (ドラマ部門) | ウィリアム・ハート                            | ノミネート |
| ゴールデングローブ賞 | 主演女優賞 (ドラマ部門) | マーリー・マトリン                            | 受賞       |
| 英国アカデミー賞     | 脚色賞                  | ヘスパー・アンダーソン、マーク・メドフ        | ノミネート |
| ベルリン国際映画祭   | 金熊賞                  | ランダ・ヘインズ                              | ノミネート |
| ベルリン国際映画祭   | 銀熊賞（芸術貢献賞）    | ランダ・ヘインズ                              | 受賞       |
| 全米監督協会賞       | 長編映画監督賞          | ランダ・ヘインズ                              | ノミネート |